# Adoretus hiriticulus
Adoretus hiriticulus är en skalbaggsart som beskrevs av Ohaus 1925. Adoretus hiriticulus ingår i släktet Adoretus och familjen Rutelidae. Inga underarter finns listade i Catalogue of Life.